# Patte (anatomie des insectes)
Pour les articles homonymes, voir femur.

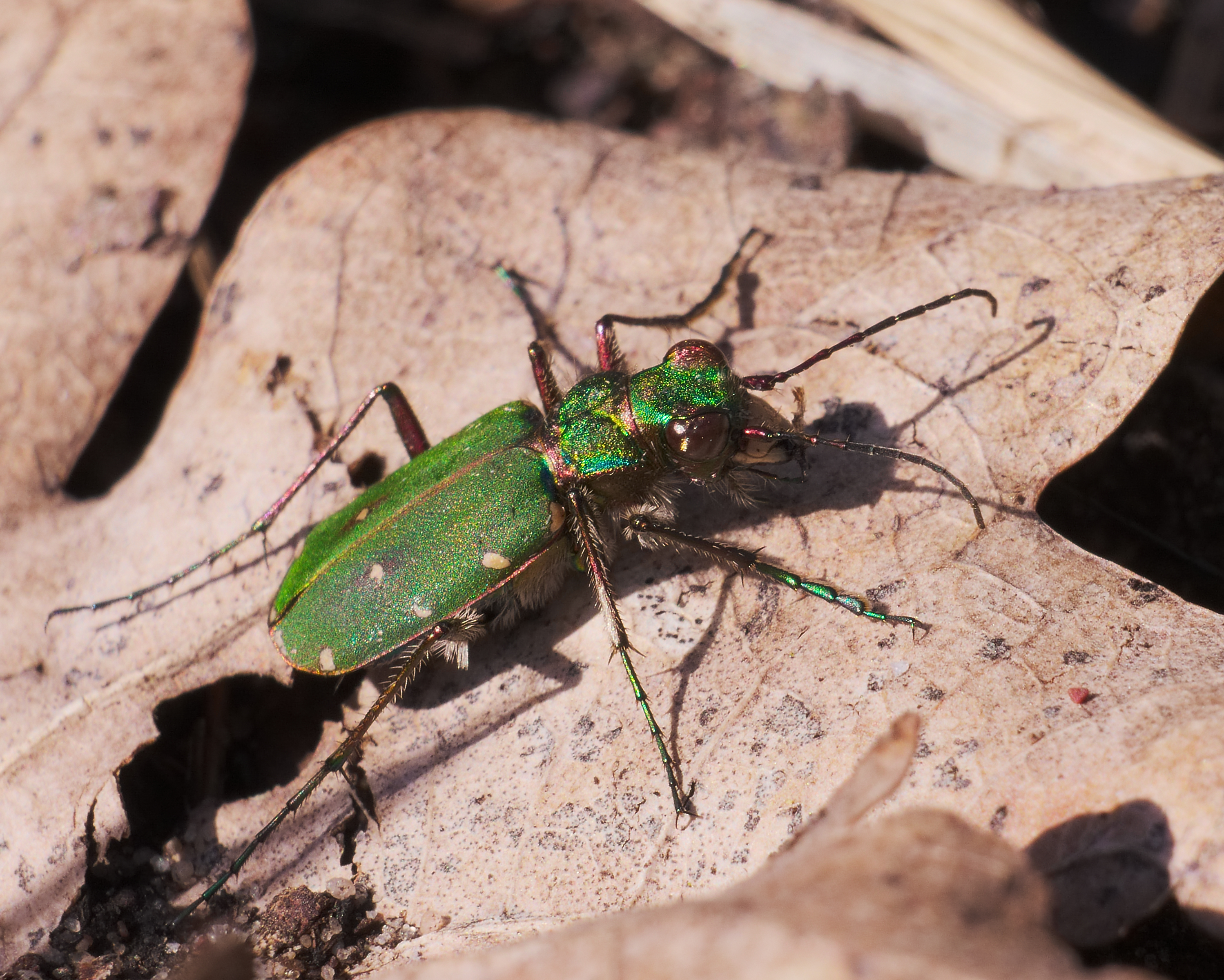
Les insectes ont trois paires de pattes (ici une cicindèle champêtre).

Les pattes d'un insecte sont des membres articulés (pattes des arthropodes) supportés par le thorax. Les trois paires de pattes, une à chaque segment du thorax, sont la caractéristique de la classe des hexapodes.
Les pattes de type uniramé sont toujours attachées au niveau des trois éléments du thorax, le prothorax, le mésothorax et le métathorax (pattes prothoraciques ou antérieurs, pattes mésothoraciques ou intermédiaires et pattes métathoraciques ou postérieures).
Il y a cinq segments par patte : la coxa, le trochanter, le fémur, le tibia et le tarse (lui-même divisé en articles).
Les pattes servent à la locomotion chez les insectes. Elles peuvent être porteuses d'organes de sens, permettant l'ouïe, le toucher, le goût.

## Description

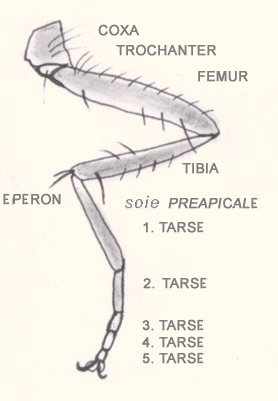
Diagramme d'une patte d'insecte

CoxaLa coxa, qui signifie hanche en latin, est le premier segment à la base des pattes des insectes directement relié au thorax.
TrochanterC'est le deuxième segment de la patte des insectes. C'est un segment de petite taille. Chez certains groupes d'insectes, comme les hyménoptères, il est divisé en deux.
FémurC'est le troisième segment de la patte des insectes.
TibiaC'est le quatrième segment de la patte des insectes.
TarseC'est l'appendice situé à l'extrémité du tibia, articulé et mobile. Il possède un certain nombre de parties, dénommées articles (et parfois tarsomères). En général, chez les insectes leur nombre est de deux à cinq, sauf chez quelques espèces aptérygotes et chez les larves d'holométaboles (ces dernières ont des tarses comprenant un seul article).
Voici le nom des différents articles :
- basitarse : il est rattaché au tibia et c'est le seul article à posséder des muscles ;
- dactyle ou métaplanta ;
- le troisième n'a pas reçu de nom particulier ;
- allux ;
- distitarse, dans certains groupes, le nombre de tarsoméres est important pour l'identification d'une famille, par exemple chez les scarabées (Coleoptera), ou d'une sous-famille  chez certains diptères (mouches, par exemple chez les Cécidomyiidés).

La formule tarsale correspond au nombre d'articles que comportent les tarses d'un taxon. Par exemple, les mâles Coléoptères de la famille des Mycetophagidae ont une formule tarsale 3-4-4 ; ce qui signifie que leurs tarses sont composés de 3 articles pour la paire de pattes antérieure, 4 pour celle du milieu et 4 pour la paire postérieure. Il s'agit d'un caractère dont l'utilité principale est la classification et la détermination des familles d'insectes, essentiellement chez les Coléoptères.

### Griffes
Les griffes sur le distitarse peuvent également être présentes. Ce qui permet de considérer qu'il y a un sixième segment, appelé alors prétarse, qui consiste en les griffes et autres structures à la fin du tarse. Une structure lobée est appelée un arolium lorsqu'elle est située entre les griffes, comme dans le cas des orthoptères (sauterelles et criquets) ou les pulvilles (pulvillus ou pelote), paire de coussinets située à la base des griffes, comme chez les diptères (mouches). Ces structures servent habituellement à accroître l'adhérence sur diverses surfaces, comme chez les mouches, ou/et pour amortir une chute, comme lors d'un saut d'un criquet. L'empodium est une soie ou coussinet situé entre les pulvilles chez des diptères ou lépidoptères (chez qui l'empodium est formé  du pulvillus et deux lobes latéraux, les paronychia).

## Autres dénominations
On note parfois les pattes par des numéros en partant du prothorax en allant vers l'arrière : P1, P2, P3.
La terminologie des éléments thoraciques est aussi appliquée parfois aux segments de patte, et donne les mots mésofémur pour désigner le fémur de la seconde paire de pattes, et le protarse est le tarse de la première paire de pattes.
En fonction des pattes, les segments portent des noms différents, ils sont parfois dénommés :
- sur la patte antérieure, portée sur le prothorax : profémur, protibia, protarse ;
- sur la patte médiane, portée par le mésothorax : mésofémur, mésotibia, mésotarse ;
- sur la patte postérieure, portée par le métathorax : métafémur, métatibia, métatarse.

## Éperons
Les pattes peuvent porter des pointes à divers endroits. On appelle ces pointes des éperons (éperon tibial).

## Évolutions secondaires
Les pattes peuvent s'être transformées en divers outils utiles aux insectes en fonction de leur mode de vie. Ces évolutions peuvent être apparues de façon indépendante dans plusieurs ordres par convergence évolutive.
Les pattes peuvent s'être transformées en crochets, comme chez les insectes vivant dans la fourrure des animaux, afin de leur permettre de s'accrocher aux poils.

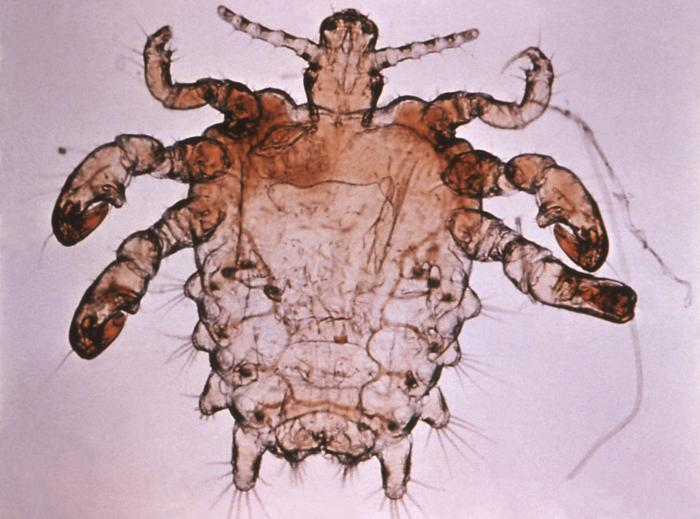
Pou du pubis

Les pattes peuvent servir de piège pour attraper des proies volantes comme chez les libellules ou chez certaines mouches prédatrices, comme celles de la famille des Empididés.

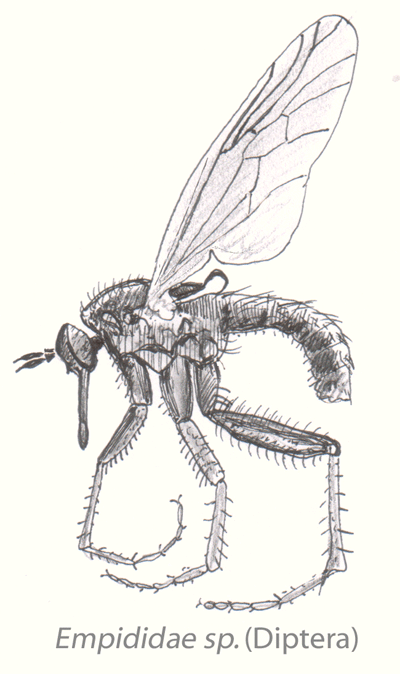
Mouche prédatrice.

### Pattes antérieures
Les pattes antérieures peuvent s'être transformées en divers instruments.

#### Pattes fouisseuses

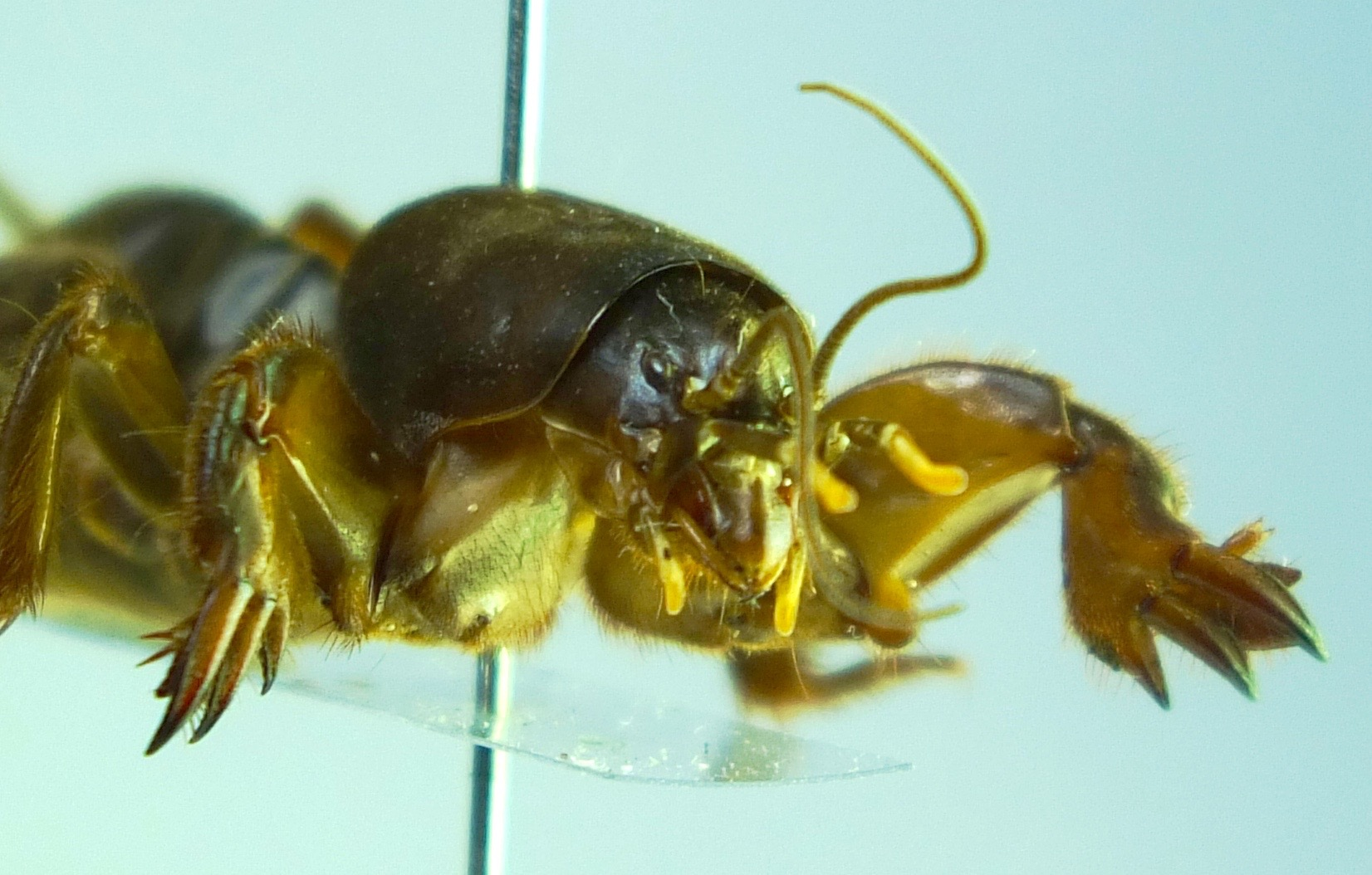
Une courtilière de Nouvelle-Zélande (Triamescaptor aotea) montrant les pattes modifiées pour creuser.

On les trouve chez les courtilières, qui vivent en creusant des tunnels dans la terre.

#### Pattes ravisseuses
Les pattes se sont transformées en pinces à crochets servant à attraper des proies. On trouve cette adaptation chez la mante religieuse (dictyoptère), la mantispe commune (névroptère) ou la nèpe (hémiptère), qui ont toutes des mœurs prédatrices.

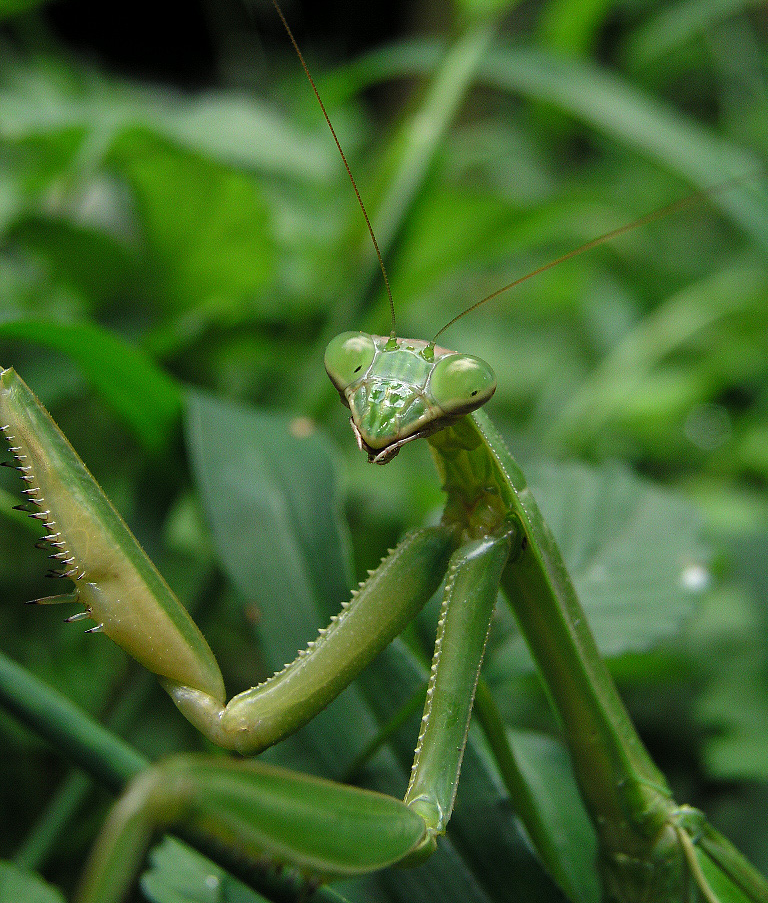
Mante religieuse
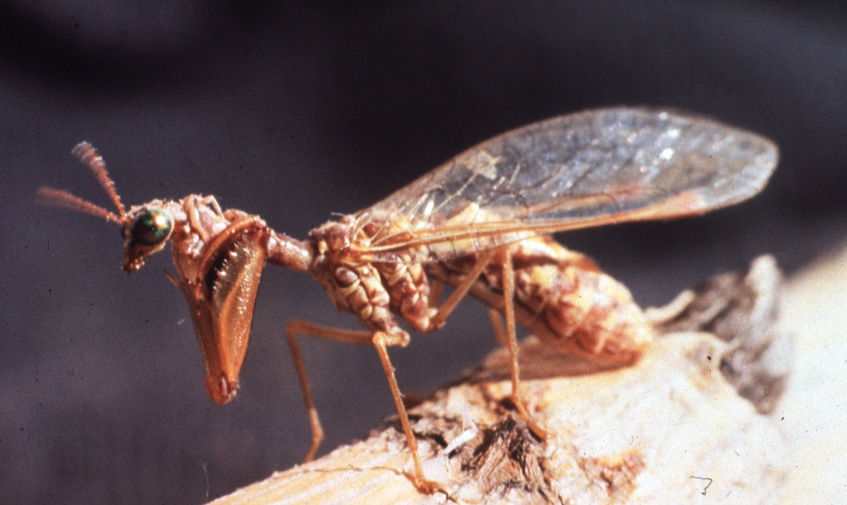
Mantispe commune
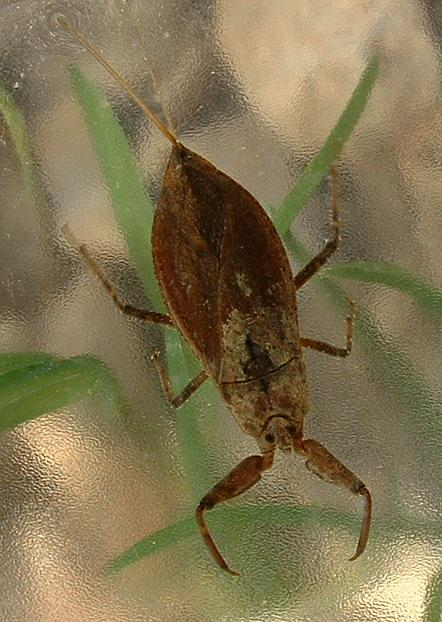
Nèpe

### Pattes postérieures
Les pattes postérieures peuvent s'être transformées en divers instruments.

#### Pattes natatoires
Ce sont des pattes qui servent de rame. Le tarse est frangé de poils formant la palette de la rame. On trouve cette adaptation chez des insectes aquatiques comme les dytiques (coléoptère) ou les notonectes (hémiptère).

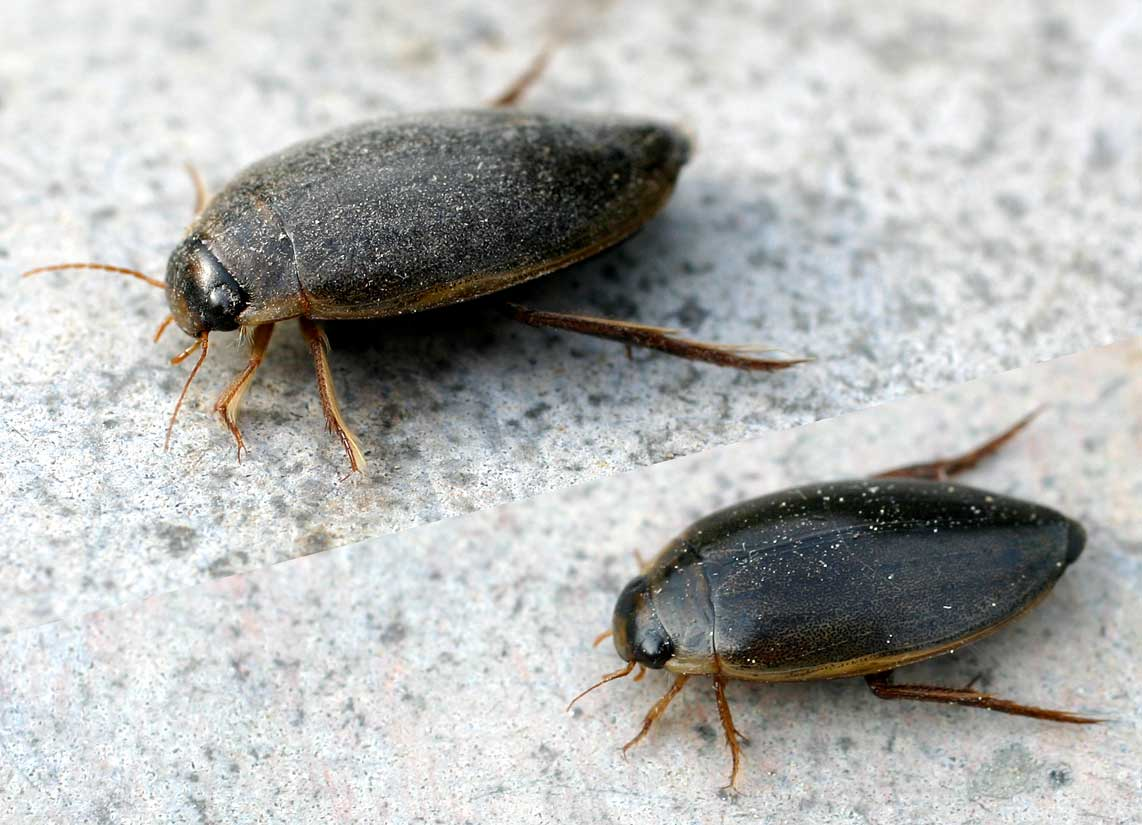
Dytiques (Colymbetes fuscus)
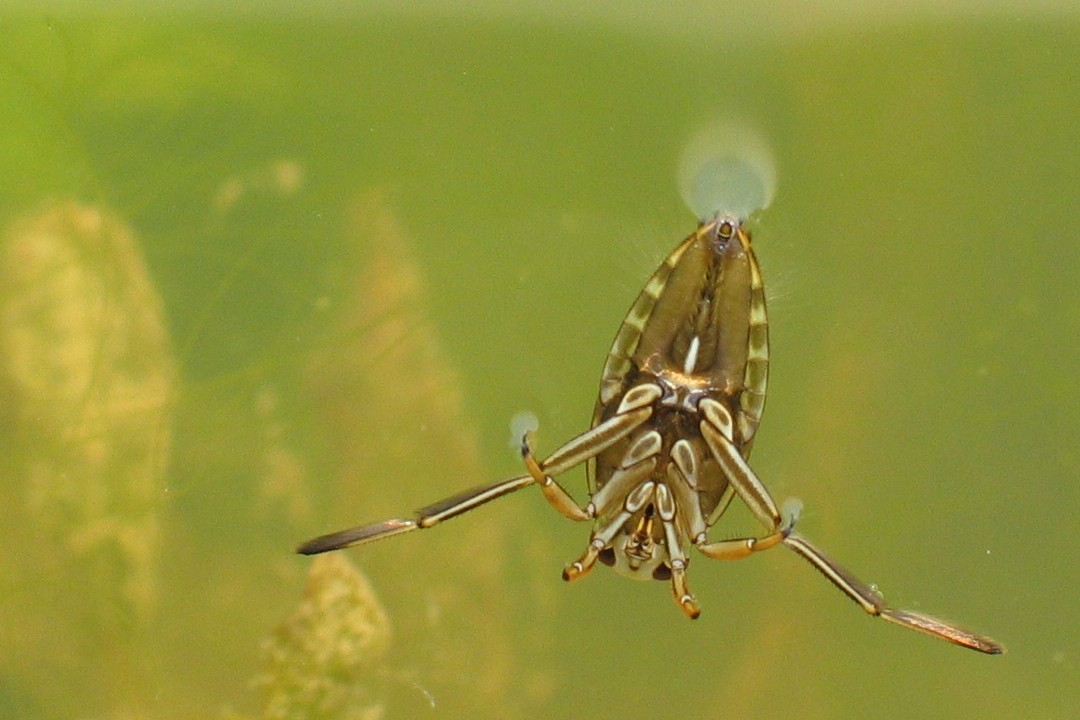
Notonecte (Notonecta glauca)

#### Pattes saltatrices
Les pattes se sont allongées pour permettre de puissants bonds. On trouve cette adaptation chez les puces (siphonaptère), les criquets ou les sauterelles (orthoptères).

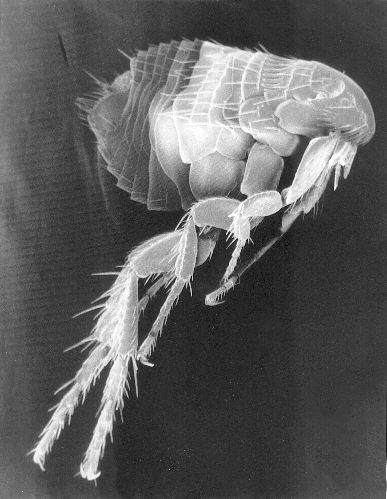
Puce
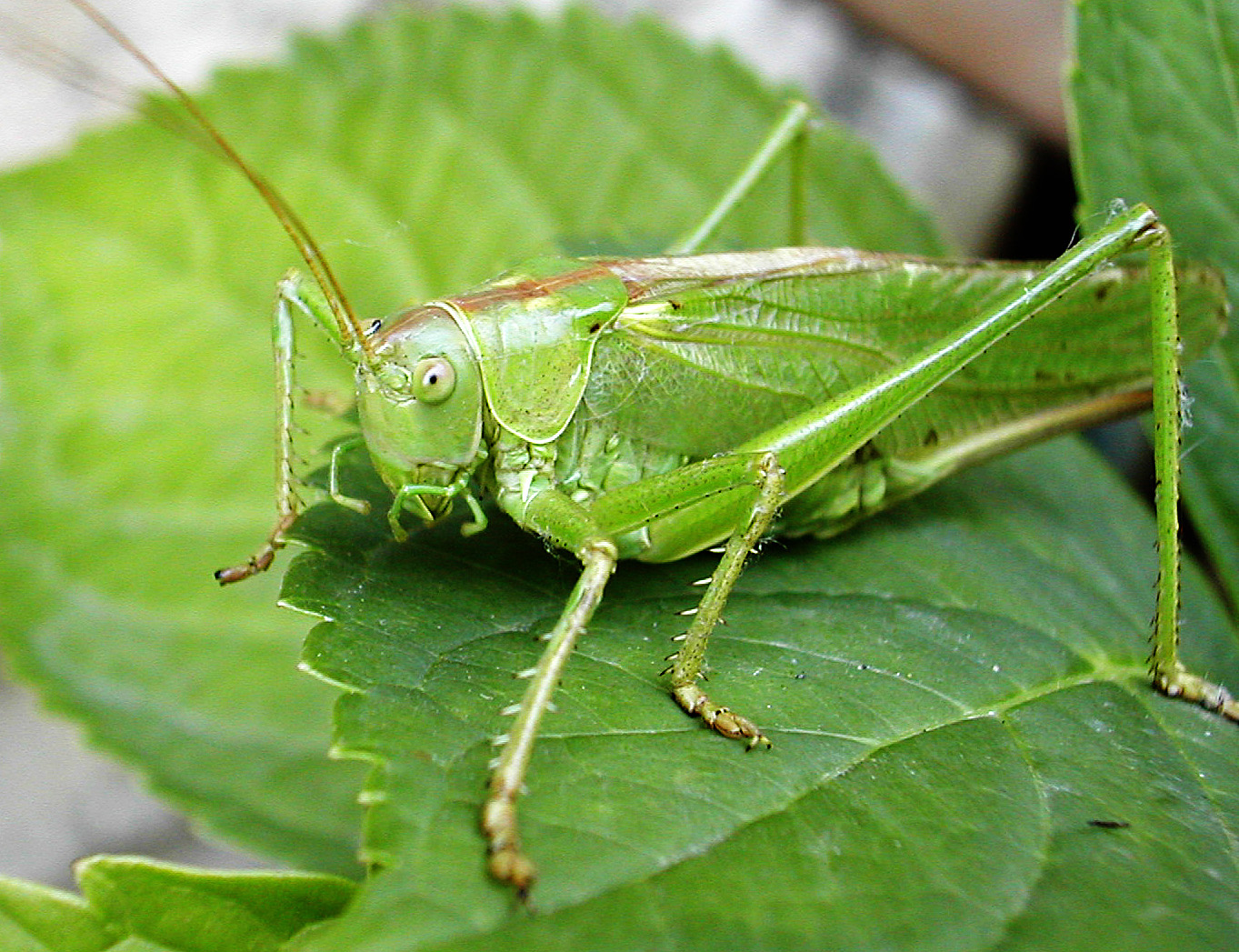
Sauterelle

## Génétique
Les expériences effectuées sur les drosophiles ont mis en évidence des gènes capables de transformer des antennes en pattes sur la tête. Ce gène s'appelle antennapedia.